# 층서학

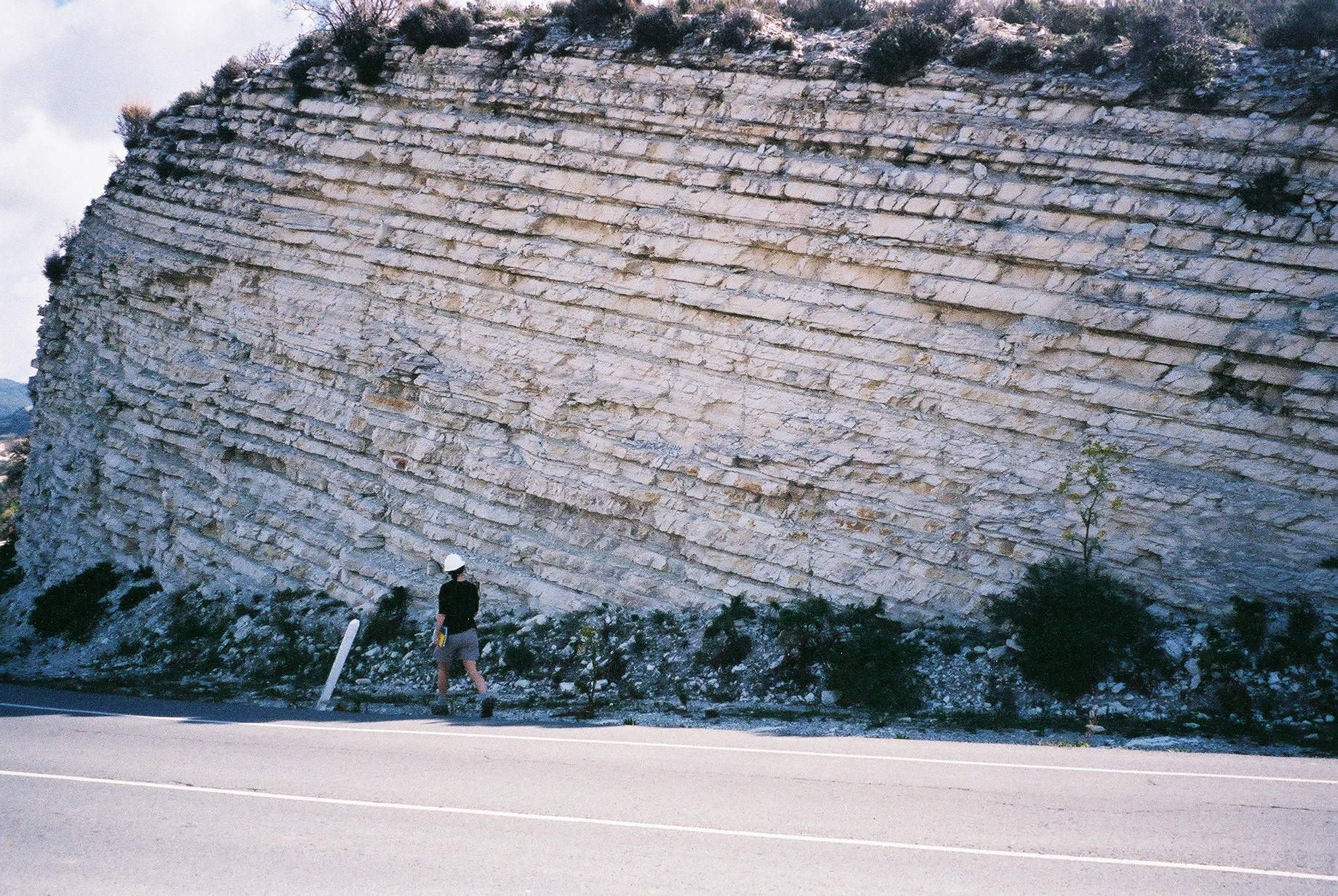
키프로스의 백악 계층.

층서학(層序學, stratigraphy 스트래티그래피[*]) 또는 층위학(層位學)은 암석 계층(지층)과 성층(계층화, stratification)을 연구하는 지질학의 한 갈래이다. 주로 퇴적암과 층으로 이루어진 화산암의 연구에 쓰인다. 층서학의 하위 분야로는 암석층서학(岩石層序學, lithostratigraphy)과 생물층서학(生物層序學, 생층서학, biostratigraphy), 이렇게 두 가지가 있다.

## 역사적 발전
니콜라스 스테노가 1669년 지층누중의 법칙, 퇴적층 수평의 원리(수평성의 원리), 측방 연속성의 원리를 소개하였을 당시 층서학의 이론적인 토대가 설립되었다.
층서학 최초의 실용적인 응용은 19세기 초 1790년 윌리엄 스미스에 의해 이루어졌다. "잉글랜드 지질학의 아버지"라 불린 그는 잉글랜드 최초의 지질도를 만들었다. 19세기 초 층서학에 또다른 영향력 있는 응용은 조르주 퀴비에와 알렉상드르 브롱니아르에 의해 이루어졌다.

## 같이 보기
- 층리